# USS Alexandria (SSN-757)
| USS Alexandria (SSN-757)   | USS Alexandria (SSN-757)                                               | USS Alexandria (SSN-757)                                               |
| -------------------------- | ---------------------------------------------------------------------- | ---------------------------------------------------------------------- |
| USS Alexandria (SSN-757)   |                                                                        |                                                                        |
|                            |                                                                        |                                                                        |
|                            |                                                                        |                                                                        |
| Порт приписки              | Сан-Дієго, Каліфорнія                                                  | Сан-Дієго, Каліфорнія                                                  |
| Спуск на воду              | 23 червня 1990 року                                                    | 23 червня 1990 року                                                    |
| Сучасний статус            | в активній службі                                                      | в активній службі                                                      |
| Проєкт                     |                                                                        |                                                                        |
| Тип ПЧ                     | USS                                                                    | USS                                                                    |
| Основні характеристики     |                                                                        |                                                                        |
| Швидкість (надводна)       | 20 вузлів                                                              | 20 вузлів                                                              |
| Швидкість (підводна)       | 20 вузлів                                                              | 20 вузлів                                                              |
| Робоча глибина занурення   | 240 метрів                                                             | 240 метрів                                                             |
| Гранична глибина занурення | 450 метра                                                              | 450 метра                                                              |
| Розміри                    |                                                                        |                                                                        |
| Довжина найбільша (по КВЛ) | 110 м                                                                  | 110 м                                                                  |
| Ширина корпусу найб.       | 10 м                                                                   | 10 м                                                                   |
| Середня осадка (по КВЛ)    | 9 м                                                                    | 9 м                                                                    |
| Водотоннажність надводна   | 6082 тонни                                                             | 6082 тонни                                                             |
| Озброєння                  |                                                                        |                                                                        |
| Торпедно- мінне озброєння  | 4х533-мм торпедні апарати                                              | 4х533-мм торпедні апарати                                              |
| Ракетне озброєння          | 12 вертикальних шахт, призначених для пусків ракет Harpoon і Tomahawk. | 12 вертикальних шахт, призначених для пусків ракет Harpoon і Tomahawk. |

«Александрія» (англ. USS Alexandria (SSN-757)) — багатоцільовий атомний підводний човен, є 46-тим в серії з 62 підводних човнів типу «Лос-Анджелес», побудованих для ВМС США. Він став третім кораблем ВМС США з таким іменем, названий на честь міст Александрія (штат Вирджинія) та Александрія (штат Луїзіана). Призначений для боротьби з підводними човнами і надводними кораблями противника, а також для ведення розвідувальних дій, спеціальних операцій, перекидання спецпідрозділів, нанесення ударів, мінування, пошуково-рятувальних операцій.

## Історія створення

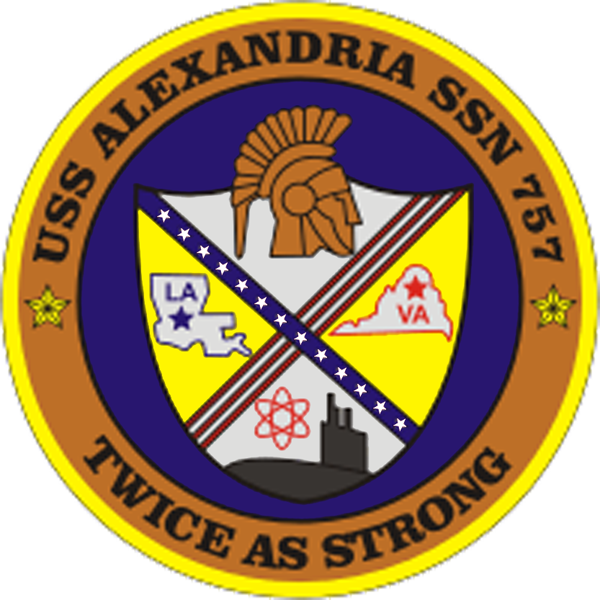
Емблема човна

Контракт на будівництво субмарини був присуджений 26 листопада 1984 року верфі Electric Boat компанії General Dynamics Electric Boat, яка розташована в місті Гротон, штат Коннектикут. Церемонія закладання кіля відбулася 19 червня 1987 року. 23 червня 1990 року відбулася церемонія хрещення і спуску на воду. Хрещеною матір'ю стала місіс Міртл Кларк, дружина віце-адмірала у відставці Гленвуда Кларка. 13 червня 1991 року переданий замовнику — ВМС США. 29 червня 1991 року введено в експлуатацію в Гротоні, штат Коннектикут. Порт приписки військово-морська база Гротон, штат Коннектикут. З 10 листопада 2015 року порт приписки Сан-Дієго, штат Каліфорнія.

## Історія служби
11 серпня 1993 року човен покинув порт приписки Гротон для першого середземноморського розгортання в складі ударної групи авіаносця USS"America"(CV 66), з якого повернувся 5 лютого 1994 року.
29 вересня 1995 року покинув порт приписки для запланованого розгортання в західній частині Атлантичного океану, з якого повернувся 23 січня 1996 року.
19 серпня 1997 року покинув порт приписки для запланованого розгортання в Атлантичному океані, з якого повернувся 10 листопада.
30 липня 1999 року покинув порт приписки Гротон для запланованого розгортання в Атлантичному океані, з якого повернувся 17 грудня.
28 листопада 2000 року покинув порт приписки Гротон для запланованого розгортання в складі ударної групи авіаносця «Гаррі Трумен» на Близькому Сході, з якого повернулася 24 травня 2001 року.
У грудні 2002 року човен повернувся в порт приписки Гротон після завершення 11-місячного планового ремонту і модернізації на військово-морській верфі в Кіттері (Портсмут, штат Мен). Вартість ремонтних робіт склала 125 млн доларів США.
11 червня 2004 року покинув порт приписки Гротон для здійснення шестимісячного навколосвітнього розгортання, пройшовши транзитом під арктичними льодами до Тихого океану. Став першим підводним човном свого класу, яка вчинив такий перехід в Тихий океан, а також першим атомним підводним човном США. 3 жовтня субмарина прибула з візитом в Гоа, Індія, де взяла участь в американсько-індійських навчаннях «Malabar 2004». Також здійснив візити в Йокосука (Японія) Апра (Гуам), Сінгапур, Суда-Бей (Греція) і Гібралтар. 10 грудня повернувся в порт приписки.
2 травня 2006 року човен покинув порт приписки Гротон для запланованого розгортання на Близькому Сході в складі ударної групи авіаносця «Ентерпрайз», з якого повернувся 1 листопада.
У березні 2007 року човен взяв участь у спільних навчаннях ВМС США та Військово-морські сил Великої Британії (ICEX-2007), які проходили в Північному Льодовитому океані.
21 травня 2010 року покинув порт приписки для запланованого розгортання в зоні відповідальності 5-го флоту США, з якого повернувся 18 грудня.
21 вересня 2012 року покинув порт приписки Гротон для запланованого розгортання в зоні відповідальності 6-го флоту США, з якого повернувся 3 квітня 2013 року.
23 жовтня 2013 прибув в Портсмут на військово-морську верф у Кіттері, штат Мен, для проходження капітального ремонту.
9 серпня 2015 року повернулася в порт приписки Гротон після завершення 32-місячного капітального ремонту. 20 жовтня покинув Гротон для зміни порту приписки і попрямував в Сан-Дієго, штат Каліфорнія, куди прибув 10 листопада.
3 листопада 2016 року покинув порт приписки Сан-Дієго для запланованого розгортання в західній частині Тихого океану. 22 грудня прибув американську на військово-морську базу в Сасебо, Японія. 18 травня 2017 року повернувся в порт приписки, завершивши розгортання.